# Anneville-Ambourville
Anneville-Ambourville település Franciaországban, Seine-Maritime megyében. Lakosainak száma 1161 fő (2022. január 1.). Anneville-Ambourville Berville-sur-Seine, Bardouville, Duclair, Hénouville, Le Mesnil-sous-Jumièges, Saint-Martin-de-Boscherville és Yville-sur-Seine községekkel határos.

## Népesség
A település népességének változása:
| Lakosok száma | 1214 | 1204 | 1218 | 1190 | 1193 | 1189 | 1176 | 1168 | 1161 |
|               | 2013 | 2015 | 2016 | 2017 | 2018 | 2019 | 2020 | 2021 | 2022 |